# Koneløb
Koneløb eller koneløft (finsk: eukonkanto) er en konkurrence, hvor hver mandlig deltager skal tilbagelægge en strækning, mens han bærer på sin kvindelige holdkammerat. Som sport blev koneløb introduceret i Sonkajärvi i Finland. Der er årligt blevet afholdt verdensmesterskab i disciplinen i denne by siden 1995. Præmien til vinderne er kvindens vægt i øl.

## Historie
En finsk legende fortæller, at røveren Herkko Rosvo-Ronkainen, der levede i en skov i slutningen af 1800-tallet, og tog sammen med sine kammerater rundt i omegnen og plyndrede beboerne. Der er tre forklaringer på forbindelsen til koneløb. Første teori går ud på, at Rosvo-Ronkainen og hans mænd især skulle have røvet mad og kvinder, og kvinderne tog de på ryggen, mens de flygtede med deres bytte. En anden teori går ud på, at Rosvo-Ronkainen trænede sine mænd til at blive hurtigere og stærkere ved at lade dem bære store og tunge sække på ryggen, hvilket efterhånden skulle have udviklet sig til en sport på grund af det hårde arbejde (udholdenhed) og styrkelse af musklerne, hvilket indgår i mange sportsgrene. Tredje teori går ud på, at unge mænd skulle have sneget sig ind i nabolandsbyer og der stjæle andre mænds koner, som de så bagefter gjorde til deres egne koner.
I 1992 begyndte man at afholde et årligt nationalt mesterskab i disciplinen i Sonkajärvi, og to-tre år senere blev konkurrencen udvidet til også at omfatte udlændinge, og den blev dermed beskrevet som verdensmesterskab.
Sporten er udover i Finland også repræsenteret i lande som Estland, USA, Australien, Irland, Kina, Japan, Kenya, Storbritannien, Sverige, Tyskland og Danmark.

## Regler
Den oprindelige bane lå i uvejsomt, klippefyldt terræn med hegn og bække, der skulle forceres. Det er senere blevet ændret af hensyn til deltagernes sikkerhed, så klipper er udskiftet med sand, bækkene er udskiftet med en vandgrav, mens hegnet er ændret til en bom. De følgende regler er fastlagt af regelkomiteen for Internationale Koneløbskonkurrencer:
- Den officielle længde af banen er 253,5 m.
- Banen har to "tørre" forhindringer (bomme) og en "våd" (vandgrav, cirka 1 m dyb).
- Kvinden, der bæres, kan være mandens kone, nabokone eller en kvinde, han har fundet et andet sted. Hun skal dog være mindst 17 år.
- Kvindens minimumvægt skal være 49 kg. Hvis hun vejer mindre, skal bære på en rygsæk med en vægt, så den samlede vægt er 49 kg.
- Alle deltagere skal have det sjovt.
- De eneste hjælpemidler, der kan anvendes, er et bælte for manden og en hjelm for kvinden.
- Konkurrencen foregår i heats med to deltagerhold i hvert heat.
- Hver deltager er selv ansvarlig for egen sikkerhed og - hvis nødvendigt - forsikring.
- Deltagerne skal overholde instruktionerne, der gives af konkurrencens arrangører.
- Der er kun én kategori ved verdensmesterskabet, og vinderne er det par, der gennemfører banen på hurtigste tid.
- Der er ekstrapræmier til det mest underholdende par, det bedste kostume og den stærkeste mand.

## Teknik
Der er basalt set tre forskellige måder at bære sin kone på: Hun rider på ryggen af manden, hun slænges over skulderen (brandmandsteknik), eller hun kan hænge med hovedet ned og benene om halsen, mens hun holder fast med hænderne om hans talje (Estland-stilen).

## Mesterskaber

### Verdensmestre
Verdensmesterskabet afholdes fast hvert år i juli måned i Sonkajärvi, Finland.
- 2017 – Taisto Miettinen (Finland) og Kristiina Haapanen (Finland), 68 sekunder.
- 2016 – Dimitriy Sagal (Rusland) og Anastasia Loginova (Rusland).
- 2015 – Ville Parviainen (Finland) og Sari Viljanen (Finland).
- 2014 – Ville Parviainen (Finland) og Janette Oksman (Finland).
- 2013 – Taisto Miettinen (Finland) og Kristiina Haapanen (Finland).[8]
- 2012 – Taisto Miettinen (Finland) og Kristiina Haapanen (Finland).
- 2011 – Taisto Miettinen (Finland) og Kristiina Haapanen (Finland).[9]
- 2010 – Taisto Miettinen (Finland) og Kristiina Haapanen (Finland).[10]
- 2009 – Taisto Miettinen (Finland) og Kristiina Haapanen (Finland).[10]
- 2008 – Alar Voogla (Estland) og Kirsti Viltrop (Estland).[11]
- 2007 – Madis Uusorg (Estland) og Inga Klauso (Estland), 61,7 sekunder.[12]
- 2006 – Margo Uusorg (Estland) og Sandra Kullas (Estland), 56,9 sekunder.[13]
- 2005 – Margo Uusorg (Estland) og Egle Soll (Estland), 59 sekunder.[14]
- 2004 – Madis Uusorg (Estland) og Inga Klauso (Estland), 65,3 sekunder.[15]
- 2003 – Margo Uusorg (Estland) og Egle Soll (Estland), 60,7 sekunder.[16]
- 2002 – Meelis Tammre (Estland) og Anne Zillberberg (Estland), 63,8 sekunder
- 2001 – Margo Uusorg (Estland) og Birgit Ullrich (Estland), 55,6 sekunder.[17]
- 2000 – Margo Uusorg (Estland) og Birgit Ullrich (Estland),[18] 55,5 sekunder (verdensrekord).
- 1999 – Imre Ambos (Estland) og Annela Ojaste (Estland), 64,5 sekunder.
- 1998 – Imre Ambos (Estland) og Annela Ojaste (Estland), 69,2 sekunder.[19]
- 1997 – Mikkel Christensen (Finland) og Tiina Jussila (Finland), 65 sekunder.[20]

### Andre mesterskaber
Der afholdes også regionale og nationale mesterskaber i koneløb. Nordamerikanske mesterskaber har været afholdt siden 1999 og australske mesterskaber siden 2006.